# Richard Soumah
Pour les articles homonymes, voir Soumah.
Richard Soumah, est un footballeur international guinéen né le 6 octobre 1986 à Créteil. Il joue au poste d'ailier gauche.

## Biographie
Né à Créteil de parents guinéens, Richard Soumah grandit à Créteil dans le quartier des Bleuets/Bordières. 

### Stade rennais
Il est issu du centre de formation du Stade rennais qu'il a intégré en 2000 à l'âge de 14 ans.
Il côtoie lors de sa formation la génération 1986 du Stade rennais : Yoann Gourcuff, Sylvain Marveaux, Moussa Sow et Romain Danzé.

### En avant Guingamp
À 18 ans, en 2004, il n’est finalement pas conservé à Rennes, et rejoint l'En avant Guingamp qui achève sa formation après avoir effectué un essai à Tottenham Hotspur. Il débute en Ligue 2 en octobre 2005 et passe professionnel en juin 2006. Il restera à l'En avant Guingamp six saisons et s'imposera comme titulaire pendant près de trois saisons. Il jouera 100 matchs de Ligue 2 avec l'EAG.
En 2009, il remporte la Coupe de France avec l'EAG, face à son club formateur, le Stade rennais et réalise une saison pleine en championnat (29 matchs de Ligue 2, 4 buts).
Lors de l'été 2009, il est courtisé par de nombreux clubs de Ligue 1 (dont l'Olympique lyonnais, Lens, l'OM et le PSG), mais son transfert annoncé pour une valeur de 2 500 000 euros n'aboutit pas et il reste à Guingamp. Son recrutement par différents clubs est encore évoqué au mercato hivernal.

### Stade brestois
Le 2 août 2010, il quitte l'En Avant de Guingamp après une saison difficile (17 matchs, 1 but) et alors que le club est relégué en National et signe pour quatre saisons au Stade brestois, récent promu en Ligue 1.
Le montant du transfert est de 500 000 euros.
Il fait sa première apparition en Ligue 1 dès la première journée du championnat contre le Toulouse FC et connaît sa première titularisation lors de la quatrième journée contre le SM Caen. Lors de cette première saison de Ligue 1 (13 matchs, 0 but), il ne parvient pas à s'imposer à gauche devant Benoît Lesoimier.
Malgré une bonne préparation estivale, et alors que l'Israélien Eden Ben Basat s'ajoute à la concurrence à gauche, il ne s'impose toujours pas dans ce couloir lors de la première moitié de saison 2011-2012. Un prêt en Ligue 2 est évoqué lors du mercato hivernal. 

### Prêt au SCO d'Angers
Le 9 janvier 2012, il est prêté pour six mois au SCO Angers en Ligue 2,. Après des débuts compliqués pour cause de méforme et de suspension, l'ailier trouve son rythme de croisière en fin de saison. Il devient un joker de luxe, et contribue au maintien du club angevin. Richard Soumah réalise une bonne demi-saison, avec 15 matchs disputés dont 10 comme titulaire.

### Retour au Stade brestois
Son nouvel entraineur Landry Chauvin lui fait confiance lors des cinq premières journées de Ligue 1 lors desquelles il le titularise trois fois. L'expérience tourne court et Richard Soumah n'est quasiment plus utilisé par la suite. Placé sur la liste des transferts par le Stade brestois, des pistes de prêts en Ligue 2 sont évoquées lors du mercato hivernal, notamment vers le Dijon FCO ou le Tours FC, mais Richard Soumah décide de rester à Brest et déclare « J'ai confiance en mes capacités, à un moment les plus grands clubs me voulaient. Rassurez-vous, mes qualités ne se sont pas subitement envolées. Bien sûr que j'ai les moyens de m'imposer ici, j'ai une énorme envie de rendre au club la confiance qu'il m'a donnée en me faisant signer 4 ans. ».
En fin de saison, une fois la relégation en Ligue 2 acquise, il est essayé par Corentin Martins comme latéral gauche.
Lors du mercato estival 2013, il réalise une semaine de préparation avec Nîmes mais n'est pas recruté à l'issue de cet essai et réintègre le Stade brestois avec qui il est toujours sous contrat.

## Sélection nationale

### France
Il a joué un match amical en équipe de France espoirs contre la Tchéquie en mars 2008. Il participe en 2008 avec l'équipe de France des moins de 20 ans à la 36e édition du Tournoi de Toulon.

### Guinée
Il connaît sa première sélection en février 2007 pour un match amical face à la Côte d'Ivoire à Rouen. 
De nouveau appelé en mars 2008, il préfère opter pour l'équipe de France espoirs.
En 2011, il fête sa 2e cape avec l'équipe nationale de Guinée de Michel Dussuyer à l'occasion d'un match amical face au Sénégal à Dakar le 9 février 2011.
Il participe au match contre Madagascar comptant pour les éliminatoires de la CAN 2012 le 27 mars 2011. La Guinée se qualifie pour la CAN 2012, mais Richard Soumah n'est pas sélectionné pour y participer.

## Palmarès
- Vainqueur de la Coupe de France en 2009 avec l'EA Guingamp

## Carrière
| Saison      | Club              | Pays   | Championnat | Championnat | Championnat | Championnat  | Championnat  | Coupe de France | Coupe de France | Coupe de la Ligue | Coupe de la Ligue | Guinée     | Guinée |
| Saison      | Club              | Pays   | Division    | Matchs      | Buts        | Cartons      | Cartons      | Matchs          | Buts            | Matchs            | Buts              | Matchs     | Buts   |
| ----------- | ----------------- | ------ | ----------- | ----------- | ----------- | ------------ | ------------ | --------------- | --------------- | ----------------- | ----------------- | ---------- | ------ |
| Saison      | Club              | Pays   | Division    | Matchs      | Buts        | Carton jaune | Carton rouge | Matchs          | Buts            | Matchs            | Buts              | Matchs     | Buts   |
| 2002 - 2003 | Stade rennais (B) | France | -           | -           | -           | -            | -            | -               | -               | -                 | -                 | -          | -      |
| 2003 - 2004 | Stade rennais (B) | France | -           | -           | -           | -            | -            | -               | -               | -                 | -                 | -          | -      |
| 2004 - 2005 | EA Guingamp (B)   | France | CFA         | 18          | 1           | -            | -            | -               | -               | -                 | -                 | -          | -      |
| 2005 - 2006 | EA Guingamp (B)   | France | CFA         | 30          | 5           | -            | -            | -               | -               | -                 | -                 | -          | -      |
| 2005 - 2006 | EA Guingamp       | France | Ligue 2     | 3           | 0           | 0            | 0            | -               | -               | 1                 | 0                 | -          | -      |
| 2006 - 2007 | EA Guingamp (B)   | France | CFA         | 14          | 4           | -            | -            | -               | -               | -                 | -                 | -          | -      |
| 2006 - 2007 | EA Guingamp       | France | Ligue 2     | 22          | 2           | 4            | 0            | -               | -               | -                 | -                 | 1          | 0      |
| 2007 - 2008 | EA Guingamp (B)   | France | CFA         | 6           | 0           | -            | -            | -               | -               | -                 | -                 | -          | -      |
| 2007 - 2008 | EA Guingamp       | France | Ligue 2     | 29          | 4           | 5            | 2            | 1               | 0               | -                 | -                 | 1 (U21 Fr) | 0      |
| 2008 - 2009 | EA Guingamp       | France | Ligue 2     | 29          | 4           | 7            | 0            | 7               | 1               | 2                 | 1                 | -          | -      |
| 2009 - 2010 | EA Guingamp       | France | Ligue 2     | 17          | 1           | 5            | 1            | 3               | 0               | 2                 | 0                 | -          | -      |
| 2010 - 2011 | Stade brestois    | France | Ligue 1     | 13          | 0           | 2            | 0            | 2               | 0               | 1                 | 0                 | 2          | 0      |
| 2011 - 2012 | Stade brestois    | France | Ligue 1     | 3           | 0           | 0            | 0            | 0               | 0               | 1                 | 0                 | 0          | 0      |
| 2011 - 2012 | Angers SCO (prêt) | France | Ligue 2     | 15          | 0           | 4            | 2            | 1               | 0               | 0                 | 0                 | -          | -      |
| 2012 - 2013 | Stade brestois    | France | Ligue 1     | 9           | 0           | 0            | 0            | 1               | 0               | -                 | -                 | -          | -      |

Au 2 juin 2013
Source : LFP (Ligue de Football Professionnel)

## Palmarès
- Amiens SC
  - Championnat de France D2
    - Vice-champion : 2017
- En Avant Guingamp
  -     - Coupe de France 2008-2009 :

```
                    Vainqueur
```